# Krisztián Tiber
Krisztián Tiber (ur. 6 października 1972 w Székesfehérvárze) – węgierski piłkarz, występujący na pozycji napastnika, król strzelców NB I w sezonie 1997/1998.

## Życiorys
Jest synem reprezentanta Węgier, László Tiebera. Seniorską karierę rozpoczynał w Videotonie. W latach 1992–1993, z uwagi na powołanie do wojska, był piłkarzem Honvéd Szondi Velence SE i Keszthelyi Honvéd Haladás. W 1993 roku wrócił do Videotonu, debiutując w NB I 19 września (remis 1:1 z MTK). W sezonie 1993/1994 rozegrał siedem meczów w lidze, zdobywając jedną bramkę. Sezon 1994/1995 spędził na wypożyczeniu w Honvéd Szondi Velence SE. Następnie przeszedł do Gázszer FC. W 1997 roku wywalczył z tym klubem awans do NB I. W sezonie 1997/1998 zdobył w 34 ligowych meczach 20 bramek, uzyskując tytuł króla strzelców. W 1999 roku przeszedł do Vasasu, w którym rozegrał dwa sezony. W sezonie 2001/2002 grał w Debreceni VSC, W barwach tego klubu rozegrał cztery mecze w Pucharze UEFA, zdobywając dwa gole (m.in. przeciwko Girondins Bordeaux). Przed dwa kolejne sezony był zawodnikiem MATÁV Sopron. W 2004 roku wyjechał do Austrii, gdzie do 2015 roku był piłkarzem amatorskich klubów.

## Statystyki ligowe
| Sezon     | Klub                  | Liga | Mecze | Gole |
| --------- | --------------------- | ---- | ----- | ---- |
| 1993/1994 | Parmalat FC           | NB I | 7     | 1    |
| 1997/1998 | Gázszer FC            | NB I | 34    | 20   |
| 1998/1999 | Gázszer FC            | NB I | 32    | 6    |
| 1999/2000 | Vasas Danubius Hotels | NB I | 27    | 6    |
| 2000/2001 | Vasas Danubius Hotels | NB I | 25    | 11   |
| 2001/2002 | Debreceni VSC         | NB I | 29    | 6    |
| 2002/2003 | MATÁV Sopron          | NB I | 8     | 0    |
| 2003/2004 | MATÁV FC Sopron       | NB I | 5     | 0    |